# Mirkhwand
Muhàmmad Mirkhwand ibn Khwandxah (Bukharà, 1433/1434 - Herat 22 de juny de 1498), conegut coma a Mirkhwand (Mīr-Khvānd), fou un historiador persa de l'època dels timúrides, en temps del sultà Hussayn Bayqara d'Herat. De mala salut va escriure bona part de la seva obra al llit. La seva obra principal és una «Història universal» amb set volums i un annex de geografia; el setè volum, dedicat a Hussayn Bayqara i els seus fills fins al 1522, fou escrit pel seu net (fill d'una filla) Khwandamir, que també va completar l'annex. És una de les principals fonts de la història de la Pèrsia medieval.

## Traducció
Pedro Teixeira, va publicar una traducció al castellà de l'historiador persa Mirkhwand.